# Theodor Hausmann (Komponist)
Theodor Hausmann (* 9. Dezember 1880 in Elberfeld; † 19. Juni 1972 in Weinheim) war ein deutscher Komponist.

## Leben
Theodor Hausmann zeigte schon als Kind eine musikalische Begabung am Klavier. Für den streng calvinistischen Vater war aber die Aufführung weltlicher Werke nicht hinnehmbar und er verbot eine weitere, bessere musikalische Ausbildung. Theodor Hausmann machte daher zuerst eine kaufmännische Ausbildung. Nach dem Tod des Vaters 1913 wechselte er dann aber zur Musik und studierte zuerst unter W. Franke und Hermann Unger in Köln und nach dem Ersten Weltkrieg unter Julius Weismann in Freiburg, Joseph Haas in München und Hermann Grabner in Leipzig.
Nach seinem Studium erhielt er eine Stelle als Assistent des Dirigenten Philipp Wolfrum beim Philharmonischen Orchester in Heidelberg. Ein Jahr später wurde Theodor Hausmann dann zum Dirigenten des Orchesters der Oper Remscheid ernannt. Nach einigen mentalen Zusammenbrüchen ging Theodor Hausmann nach Icking zur Kur. Dort erholte er sich und wandte sich dem Komponieren zu. Nach ersten Erfolgen zog er wieder nach Heidelberg, wo er sich als Komponist und Lehrer einen Namen machte.
Im Alter zog er für kurze Zeit zu einem Verwandten nach Südafrika, vertrug aber Land und Leute nicht und kehrte nach Deutschland zurück. Theodor Hausmann starb in einem Altersheim in Weinheim. Er war unverheiratet und hinterließ keine Kinder.
Zu Theodor Hausmanns besten Werken zählt seine Cellosonate op.30 aus dem Jahr 1935. Das Werk wurde vom renommierten Cellisten Ludwig Hoelscher uraufgeführt und befand sich viele Jahre in dessen Repertoire. 

## Musikalische Werke (Auswahl)
- Streichquartett op.9
- Klaviertrio op.12
- Violinsonate op.16
- Cellosonate op.30
- Variationen über das Volkslied "Weißt du wieviel Sternlein stehen?, für Klavier op.31
- Streichtrio op.34